# Иља Стогов
Иља Стогов познат и као Иља Стогофф (15 децембар 1970., Ленинград) је руски књижевник, новинар и радио коментатор. Његове књиге превођене су у 15 језика у Европи и Азији. У Русији је продано бар 1,4 милиона његових романа. Радио је као радијски коментатор на Радију Зенит (Санкт-Петербург) и новннар за „Санкт-Петербургские ведомости”. 